# Séptima

7ª mayor do - si.

7ª menor re - do.

Se denomina séptima al intervalo de siete grados entre dos notas de la escala musical. 
Existen diferentes tipos de séptimas:
- Disminuidas: se producen cuando hay cuatro tonos y un semitono (o 9 semitonos) de distancia entre las dos notas.
  - Las séptimas disminuidas tienen la misma longitud tonal que las sextas mayores.
- Menores: se producen cuando hay cinco tonos (o 10 semitonos) de distancia entre las dos notas.
  - Las séptimas menores tienen la misma longitud tonal que las sextas aumentadas.
- Mayores: se producen cuando hay cinco tonos y un semitono (u 11 semitonos) de distancia entre las dos notas.
  - Las séptimas mayores tienen la misma longitud tonal que las octavas disminuidas.
- Aumentadas: se producen cuando hay seis tonos (o 12 semitonos) de distancia entre las dos notas.
  - Las séptimas aumentadas tienen la misma longitud tonal que las octavas justas.

- Datos: Q899412
- Multimedia: Sevenths / Q899412